# آرثر أولسن
آرثر أولسن (بالنرويجية البوكمول: Arthur Theodor Olsen)‏ (15 ديسمبر 1900 – 18 ديسمبر 1951)، ملاكم نرويجي راحل، مثّل بلاده في الألعاب الأولمبية الصيفية 1920.

## وصلات خارجية
آرثر أولسن على موقع أوليمبيديا (الإنجليزية)